# Escape from Tomorrow
Pour plus de détails, voir Fiche technique et Distribution.
Escape from Tomorrow est un film d'horreur américain écrit et réalisé par Randy Moore, sorti en 2013.

## Synopsis
Jim White est en vacances à Walt Disney World Resort avec sa famille. Ils visitent le parc, mais plus la journée avance, plus il est confronté à des visions terrifiantes.

## Fiche technique
- Titre original : Escape from Tomorrow
- Réalisation : Randy Moore
- Scénario : Randy Moore
- Direction artistique : Sean Kaysen et Lawrence Kim
- Décors : Arne Knudsen et Katelynn Wheelock
- Costumes : Gara Gambucci
- Photographie : Lucas Lee Graham
- Montage : Soojin Chung
- Musique : Abel Korzeniowski
- Production : Soojin Chung et Gioia Marchese
- Société de production : Mankurt Media
- Société de distribution : Producers Distribution Agency
- Pays d'origine :  États-Unis
- Langue originale : anglais
- Format : noir et blanc - 1.85 : 1 - Dolby Digital - 35 mm
- Genre : horreur
- Durée : 90 minutes
- Dates de sortie :
  - États-Unis : 18 janvier 2013 (Festival du film de Sundance)
  - États-Unis : 11 octobre 2013
  - France : 28 octobre 2013 : (Samain du Cinema Fantastique)

## Distribution
- Roy Abramsohn : Jim
- Elena Schuber : Emily
- Katelynn Rodriguez : Sara
- Jack Dalton : Elliot
- Danielle Safady : Sophie
- Annet Mahendru : Isabelle

## Production
Sans aucune autorisation, l'équipe de tournage s'est fait passer pour un simple public, avec leurs appareils photos remplacés par des caméras, pour traverser les guichets d’entrée et a filmé en secret les scènes dans les parcs de Disneyland en Californie et de Disney World en Floride. Certaines scènes ont été tournées sur fond vert et complétées avec des images prises dans les parcs.

## Sortie en DVD
Après quelques diffusions dans différents festivals, le film est prévu de sortir en DVD pour le mois d'avril 2014 aux États-Unis.

## Distinctions

### Nomination
- Festival du film de Sundance 2013 : Compétition Next
- Festival de la Semaine du cinéma fantastique de Nice 2013 : Compétition de longs métrages